# Poojärvi
Poojärvi är en sjö i Finland. Den ligger i kommunen Kemijärvi i landskapet Lappland, i den norra delen av landet, 800 km norr om huvudstaden Helsingfors. Poojärvi ligger 186,6 meter över havet. Arean är 1,49 kvadratkilometer och strandlinjen är 5,84 kilometer lång. Sjön  ingår i Kemi älvs huvudavrinningsområde. 